# FinJuice
Palmarès
1 fois Impact World Tag Team Championship
FinJuice est une équipe de catcheurs composée de Juice Robinson et David Finlay travaillant actuellement pour la New Japan Pro Wrestling.

## Carrière

### New Japan Pro-Wrestling (2015, 2017–...)
Lors de G1 Special In San Francisco, Juice Robinson bat Jay White et remporte le IWGP United States Heavyweight Championship. Lors de Destruction In Hiroshima, ils font équipe avec leur coéquipier de Taguchi Japan, Ryusuke Taguchi, mais perdent contre Bullet Club (Tama Tonga, Tanga Loa et Taiji Ishimori) pour les NEVER Openweight 6-Man Tag Team Championship,.
Lors de Honor Rising: Japan 2019 - Tag 2, ils perdent contre The Briscoe Brothers (Jay Briscoe et Mark Briscoe) et ne remportent pas les ROH World Tag Team Championship.
Ils participent ensuite au World Tag League 2019 qu'ils remportent en battant en finale les 2 fois anciens vainqueurs du tournoi Los Ingobernables de Japón (Evil et Sanada). Lors de Wrestle Kingdom 14 - Tag 1, ils battent Guerrillas of Destiny (Tama Tonga et Tanga Loa) et remportent les IWGP Tag Team Championship. Lors de The New Beginning In USA 2020 - Tag 5, ils perdent les titres contre Guerrillas of Destiny.

### Ring of Honor (2019)
En janvier 2019, FinJuice participent aux enregistrements télévisés de la Ring of Honor et forment le clan Lifeblood dont le but est de ramener l'honneur à la ROH aux côtés de Tracy Williams, Bandido, Mark Haskins et Tenille Dashwood.

### Impact Wrestling (2021-...)
Le 13 février 2021 à No Surrender, Impact Wrestling annonce l'arrivée de David Finlay et Juice Robinson dans le cadre d'un partenariat entre Impact Wrestling et la New Japan Pro Wrestling.
Le 16 février 2021 à Impact, ils font leurs débuts en battant Reno Scum et après le match sont confrontés par les Impact World Tag Team Champions, The Good Brothers (Doc Gallows et Karl Anderson).
Lors de Sacrifice (2021), ils battent The Good Brothers et remportent les Impact World Tag Team Championship,. Lors de Rebellion (2021), ils conservent leur titres contre  The Good Brothers.
Lors de Under Siege (2021), ils font équipe avec Eddie Edwards et battent Kenny Omega et The Good Brothers.

## Caractéristiques au catch
- Prises de finition
  - David Finlay
    - Acid Drop (Corner Springboard Cutter)

  - Prima Nocta (Jumping Stunner)
  - Juice Robinson
    - Pulp Friction (Twisting wrist-lock Inverted double underhook facebuster)
- Prises de finition à deux
  - David Finlay et Juice Robinson
    - Doomsday Device

## Palmarès
- Impact Wrestling
  - 1 fois Impact World Tag Team Championship

- New Japan Pro Wrestling
  - 1 fois IWGP Tag Team Championship
  - 2 fois IWGP United States Heavyweight Championship - Juice Robinson
  - World Tag League (2019)